# Nøgenhalse
Nøgenhalset Siebenbürger eller kort Nøgenhalse er en hønserace, der er blevet fremavlet i Transsylvanien og siden forædlet i Tyskland. Navnet har den, dels fra sit udseende og dels fra det tyske stednavn Siebenbürg, et gammelt navn for Transsylvanien.
Denne særprægede race var oprindeligt en landhøne som har undergået mutation, der betyder at halsen er bar for fjer ned til skulderpartiet, desuden er halsen ildrød hos hanerne. Denne mutation betyder endvidere at fjerdragten generelt er tyndere besat, uden at dette betyder at hønsene direkte fryser. Imidlertid er det et særdeles positivt træk når det kommer til fremstillingen af slagtehøns, da det betyder en betydelig mindre mængde fjer der skal plukkes. Mutationen er et dominant gen, som nedarvet i krydsninger betyder at afkommet heraf også vil have bar hals og mindre fjerbesætning, men dog bærer på et recessivt gen for normal fjerbesætning. Racen er meget varmetolerant, og vil kun sjældent falde i ædelyst og produktion grundet varmeproblemer.

## Karakteristika
Hønen lægger årligt ca. 180 æg, der dog grundet en stor genetisk spredning, variere en del i både mængde og farve, fra hvid, til cremefarvet, til sart lysebrun. Størrelsen på æggene variere ligeledes en del, men skal generelt findes i spektret 55-61 g.
Hanens størrelse: 2-2,5 kg. (I udlandet dog ofte større, op til 3,9 kg.)
Hønens størrelse: 1,5-2 kg. (I udlandet dog ofte større, op til 3 kg.)
Racen findes også i dværgform.

### Farvevariationer
- Hvid
- Sort
- Gul (Ikke anerkendt i Danmark)
- Rød (Ikke anerkendt i Danmark)
- Vildtbrun (ikke anerkendt i Danmark)